# Timocharis (cratère)
Pour les articles homonymes, voir Timocharis.
Timocharis est un cratère d'impact lunaire situé dans la mer des Pluies (Mare Imbrium). Il est entouré à l'ouest par le cratère Lambert, de dimensions comparables, et à l'est par le couple Feuillée et Beer, deux cratères plus petits et pratiquement identiques. Au nord se trouve une chaîne de petits cratères nommée Catena Timocharis.
Ce cratère porte le nom de l'astronome alexandrin Timocharis, attribué par l'Union astronomique internationale en 1935.

## Cratères satellites

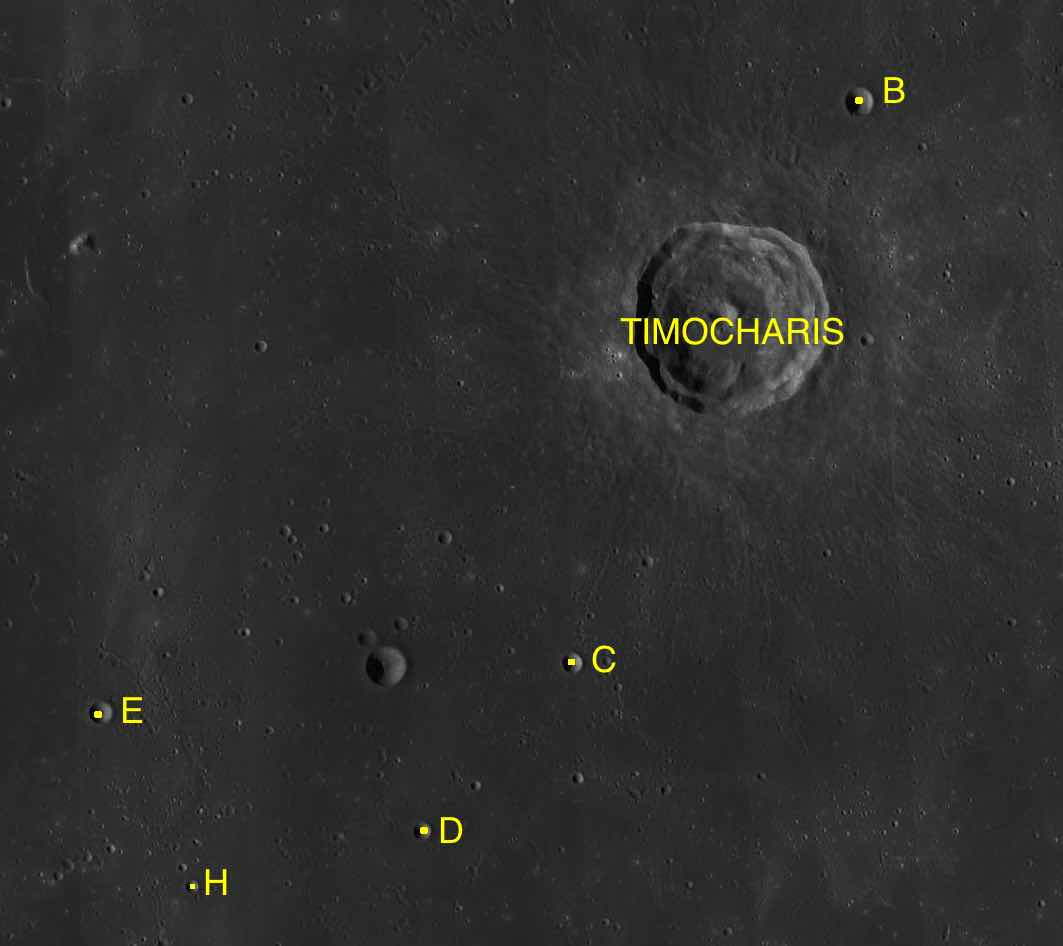
Carte des cratères satellites de Timocharis.

Par convention, les cratères satellites sont identifiés sur les cartes lunaires en plaçant la lettre sur le côté du point central du cratère qui est le plus proche du centre du cratère principal de Timocharis.
| Timocharis | Latitude | Longitude | Diamètre |
| ---------- | -------- | --------- | -------- |
| B          | 27.9° N  | 12.1° O   | 5 km     |
| C          | 24.8° N  | 14.2° O   | 4 km     |
| D          | 23.8° N  | 15.1° O   | 3 km     |
| E          | 24.6° N  | 17.1° O   | 4 km     |
| H          | 23.6° N  | 16.6° O   | 2 km     |

Les cratères suivants ont été renommés par l'UAI.
- Timocharis A — Heinrich (1979).
- Timocharis F — Landsteiner (1976).
- Timocharis K — Pupin (1976).